# مفرق بني شمسان (المخادر)
مفرق بني شمسان محلة تابعة لقرية الملحى، التابعة لعزلة السحول بمديرية المخادر إحدى مديريات محافظة إب في الجمهورية اليمنية، بلغ تعداد سكانها 477 حسب تعداد اليمن لعام 2004.